# Platysoma filiforme
Platysoma filiforme är en skalbaggsart som beskrevs av Wilhelm Ferdinand Erichson 1834. Platysoma filiforme ingår i släktet Platysoma och familjen stumpbaggar. Inga underarter finns listade i Catalogue of Life.